# Neomochtherus detorsus
Neomochtherus detorsus är en tvåvingeart som beskrevs av Tsacas 1968. Neomochtherus detorsus ingår i släktet Neomochtherus och familjen rovflugor. Inga underarter finns listade i Catalogue of Life.